# Mariusz Łuczyk
Mariusz Wojciech Łuczyk (ur. 24 września 1962 w Miastku) – polski nauczyciel, samorządowiec, w latach 2015–2023 wicewojewoda pomorski.

## Życiorys
Pochodzi z Miastka. Początkowo pracował w Fabryce Rękawiczek i Odzieży Skórzanej w Miastku. Ukończył Wyższą Szkołę Pedagogiczną w Słupsku, a także studia podyplomowe na Uniwersytecie Kazimierza Wielkiego w Bydgoszczy w zakresie organizacji i zarządzania w oświacie. Absolwent studiów MBA w Collegium Humanum w Warszawie. Pracował jako nauczyciel historii oraz wiedzy o społeczeństwie w Gimnazjum im. Jana Pawła II w Miastku, zdobył też kwalifikacje do nauczania przysposobienia do życia w rodzinie. Zostałem ekspertem MEN do spraw awansu zawodowego nauczycieli.
W latach 90. członek KPN. W 1998 członek Ruch Społeczny AWS.
Należy do Prawa i Sprawiedliwości od 2002, był pierwszym członkiem partii w powiecie bytowskim. W 2009 został pełnomocnikiem powiatowym struktur PiS, po odejściu większości działaczy. W 2006 po raz pierwszy wybrany na radnego powiatu bytowskiego, odnawiał swój mandat w 2010, 2014 i 2024. Od 2006 do 2008 pełnił funkcję wiceprzewodniczącego rady powiatu. Został też przewodniczącym klubu radnych PiS w tym organie. W 2006, 2010 i 2018 bezskutecznie starał się o stanowisko burmistrza Miastka, trzykrotnie zajmując trzecie, w tym dwukrotnie ostatnie miejsce. W 2005, 2007, 2011, 2019 i 2023 bez powodzenia kandydował do Sejmu, a w 2019 także do Parlamentu Europejskiego.
16 grudnia 2015 powołany na stanowisko wicewojewody pomorskiego. W grudniu 2023 zakończył pełnienie funkcji wicewojewody.
W 2007 otrzymał Srebrny Krzyż Zasługi.

## Życie prywatne
Żonaty, ma dwie dorosłe córki, Agnieszkę i Magdalenę.